# Тросное (Могилёвская область)
Тросное (бел. Троснае) — деревня в составе Маслаковского сельсовета Горецкого района Могилёвской области Республики Беларусь.

## Население
- 1999 год — 24 человека
- 2010 год — 12 человек